# Edward Vieth Sittler
Edward Vieth Sittler (* 17. Mai 1916 in Delaware; † 6. September 1975 in Rotenburg an der Fulda) war ein deutsch-US-amerikanischer Autor und Hochschullehrer.

## Leben
Sittler wurde 1916 in den USA als Sohn des Pastors Dr. Joseph Andrew Sittler (1876–1961) und dessen Frau Minnie Lillian Vieth (1874–1963) geboren. Er studierte an der Ohio State University und am Bard College. 1937 wanderte er nach Deutschland aus, studierte, wurde 1940 deutscher Staatsbürger und betätigte sich anschließend als Radiosprecher und Nazi-Propagandist. Von 1940 bis 1945 arbeitete Sittler für das Auswärtige Amt und wurde Mitglied der NSDAP. Er wurde in einem Artikel der Berliner Zeitung von 2004 als „fanatischer Nazi“ bezeichnet.
1946 kehrte Sittler in die USA zurück und promovierte dort an der Northwestern University mit einer Arbeit zu Nietzsches Goethe-Rezeption. Er arbeitete zeitweise als Holzfäller. 1957 wurde er Lehrer für englische und amerikanische Literatur am Thiel College in Greenville (Pennsylvania) und wurde schließlich von 1958 bis 1959 Associate Professor für Deutsch an der Alfred University in Alfred (New York).
1960 kehrte er nach Deutschland zurück. Ende der 1960er Jahre war er C3-Professor in Regensburg, schließlich Honorarprofessor für Linguistik in Gießen. Sittler starb 1975 in Rotenburg an der Fulda im Alter von 59 Jahren. Eines seiner acht Kinder ist der Schauspieler Walter Sittler.

## Veröffentlichungen
- Nietzsche's Goethe – The Direct References to Goethe in Nietzsche's Works as a Basis for the Study of Nietzsche's Goethe-concept in Its Development, Diss. Northwestern University 1950.
- Sprachwissenschaft und Literatur. Audio-Immersion in abgestuften Hörtexten der Fremdsprache, Wiesbaden 1970.
- Das Projekt Audio-Immersion – Ein interdisziplinärer Versuch zur Neugestaltung der Fremdsprachen-Didaktik – Bericht zum Abschluß der ersten Versuchsphase an der Justus-Liebig-Universität Gießen 1972–1973, Gießen 1973.